# Wijken en buurten in Medemblik
De Nederlandse gemeente Medemblik is voor statistische doeleinden onderverdeeld in wijken en buurten. De gemeente is in  de periode 2007-2010 verdeeld in de volgende statistische wijken:
- Wijk 00 Medemblik (CBS-wijkcode:042000)
- Wijk 01 Wognum (CBS-wijkcode:042001)
- Wijk 02 Nibbixwoud en Wijzend (CBS-wijkcode:042002)
- Wijk 03 Zwaagdijk-West (CBS-wijkcode:042003)
- Wijk 04 Noorder Koggenland (CBS-wijkcode:042004)
- Wijk 05 Sijbekarspel (CBS-wijkcode:042005)
- Wijk 06 Hauwert (CBS-wijkcode:042006)
- Wijk 07 Twisk (CBS-wijkcode:042007)
- Wijk 08 Opperdoes (CBS-wijkcode:042008)
- Wijk 09 Abbebroek (CBS-wijkcode:042009)

Een statistische wijk kan bestaan uit meerdere buurten. Onderstaande tabel geeft de buurtindeling met kentallen volgens het Centraal Bureau voor de Statistiek (2008):
| CBS-buurtcode | Buurtnaam                         | Inwonertal | Opp. totaal (ha) | Opp. land (ha) | Ligging                |
| ------------- | --------------------------------- | ---------- | ---------------- | -------------- | ---------------------- |
| BU04200000    | Oude Stad                         | 3380       | 88               | 77             | Locatie in de gemeente |
| BU04200001    | Koggenwijk                        | 1460       | 31               | 29             | Locatie in de gemeente |
| BU04200002    | Industrieterrein                  | 20         | 35               | 32             | Locatie in de gemeente |
| BU04200003    | Randwijk en Gildewijk             | 1940       | 33               | 31             | Locatie in de gemeente |
| BU04200004    | Vlietwijk                         | 160        | 52               | 43             | Locatie in de gemeente |
| BU04200009    | Brake                             | 850        | 539              | 520            | Locatie in de gemeente |
| BU04200100    | Centrum Wognum                    | 4770       | 478              | 476            | Locatie in de gemeente |
| BU04200101    | Oosteinde                         | 210        | 226              | 225            | Locatie in de gemeente |
| BU04200102    | Wadway (gedeeltelijk)             | 170        | 229              | 228            | Locatie in de gemeente |
| BU04200109    | Verspreide huizen langs Zomerdijk | 160        | 431              | 430            | Locatie in de gemeente |
| BU04200200    | Nibbixwoud en Wijzend             | 2400       | 522              | 518            | Locatie in de gemeente |
| BU04200300    | Zwaagdijk-West                    | 580        | 158              | 157            | Locatie in de gemeente |
| BU04200400    | Midwoud                           | 2310       | 487              | 480            | Locatie in de gemeente |
| BU04200401    | Oostwoud                          | 910        | 698              | 679            | Locatie in de gemeente |
| BU04200500    | Sijbekarspel                      | 320        | 499              | 496            | Locatie in de gemeente |
| BU04200501    | Benningbroek-West                 | 980        | 160              | 159            | Locatie in de gemeente |
| BU04200502    | Benningbroek-Oost                 | 350        | 508              | 508            | Locatie in de gemeente |
| BU04200600    | Hauwert                           | 650        | 627              | 616            | Locatie in de gemeente |
| BU04200700    | Twisk                             | 1090       | 1067             | 1048           | Locatie in de gemeente |
| BU04200800    | Opperdoes                         | 1780       | 328              | 316            | Locatie in de gemeente |
| BU04200900    | Abbekerk                          | 2000       | 316              | 313            | Locatie in de gemeente |
| BU04200901    | Lambertschaag                     | 200        | 369              | 361            | Locatie in de gemeente |